# Иванец, Александр Иванович
Алекса́ндр Ива́нович Иване́ц (укр. Олександр Іванович Іванець; 28 мая 1937, Червоный Став, Николаевская область — 10 мая 2002) — советский аграрий, Герой Социалистического Труда (1973).

## Биография
Родился 28 мая 1937 года в селе Красный Став Баштанского района в крестьянской семье.
В 1951 году переехал в село Победа.
В 1956 году после окончания школы был призван в ряды Советской армии. Служил в Группе советских войск в Германии.
Вернувшись домой, работал трактористом, потом комбайнёром на 2-м участке совхоза «Баштанский», впоследствии и возглавил этот участок. Работал добросовестно, всегда был первым в соревновании, награждался многими грамотами, ценными подарками, знаками ударника пятилеток.
В июле 1966 года за высокие достижения в сельскохозяйственном производстве и успешную трудовую деятельность Иванец Александр Иванович был награждён Орденом Ленина.
В 1973 году поступил на заочное отделение Новобугского техникума механизации и в 1975 году его окончил.
В это же время, в 1973 году за высокие показатели при уборке урожая был награждён вторым орденом Ленина и удостоен звания Героя Социалистического Труда с вручением золотой медали «Серп и Молот».
В 1997 году вышел на пенсию.
Умер 10 мая 2002 года. Похоронен в селе Лоцкино Баштанского района.

## Награды
- Орден Ленина (1966);
- Медаль Серп и Молот (1973);
- Орден Ленина (1973).